# Чередник, Виктор Степанович
Виктор Степанович Чередник (Пустой шаблон {{ВД-Преамбула}} ) — советский хоккеист, вратарь. Мастер спорта СССР.

## Биография
Воспитанник челябинского «Трактора», с 1963 года всю карьеру, в течение 19 сезонов, выступал за уфимский СК имени Салавата Юлаева. В высшей лиге провёл три сезона (1979/80 — 1980/81, 1982/83), сыграл 63 матча.
Скончался после тяжелой продолжительной болезни 28 июля 2009 года. Похоронен на Южном кладбище Уфы.